# Cospán (distrito)
Cospán é um distrito do Peru, departamento de Cajamarca, localizada na província de Cajamarca.

## Transporte
O distrito de Cospán é servido pela seguinte rodovia:
- CA-106, que liga o distrito à cidade de Magdalena [1][2][3]